# Križ (glasilo)
Križ, hrvatski katolički list. Glasilo je Velikoga križarskog bratstva. 

## Povijest
Pokrenut je 1930. godine. Izlazio je dvomjesečno i tromjesečno te sedam do osam puta godišnje. Izdavač je Veliko križarsko bratstvo odnosno Križarska organizacija. Nosio je i podnaslov "list seljaka - Križara". Izlazi u Zagrebu. Uređivali su ga Avelin Ćepulić, Jeronim Malinar, Aco Mitrović, Dragutin Schulz, Petar Kraljević, Stjepan Ribić, Dubravka Beljan, Hrvoje Magdić, Stjepan Škvorc i Ana Komarić.Nastavio je izlaziti kao Križarska straža do 1939. godine i zadržao je numeraciju Križa. Prestao je izlaziti 1940., a ponovo je izašao 1944. i 1945. godine. Slijedi vremenski prekid do 1992. godine. Od 2003. do 2014. nije izlazio, nakon čega opet izlazi.